# Alatyr (stad)
Alatyr (Russisch: Алатырь, Tsjoevasjisch: Улатӑр; Ulatăr) is een stad in Russische autonome republiek Tsjoevasjië. De stad ligt aan de samenstroming van de rivieren de Alatyr en de Soera.
Alatyr is een van de oudste steden in Tsjoevasjië. Gesticht als een versterkte nederzetting in 1552 verkreeg het zijn stadsrechten in 1780. In 1894 werd de stad economisch aantrekkelijk door de ligging aan de Moskou-Rjazan-Kazan-spoorweg.
| 1795  | 1825  | 1897   | 1915   | 1939   | 1959   | 1970   | 1979   | 1989   | 2002   |
| ----- | ----- | ------ | ------ | ------ | ------ | ------ | ------ | ------ | ------ |
| 2.830 | 3.565 | 12.209 | 25.144 | 29.800 | 36.900 | 43.500 | 45.300 | 46.593 | 43.161 |

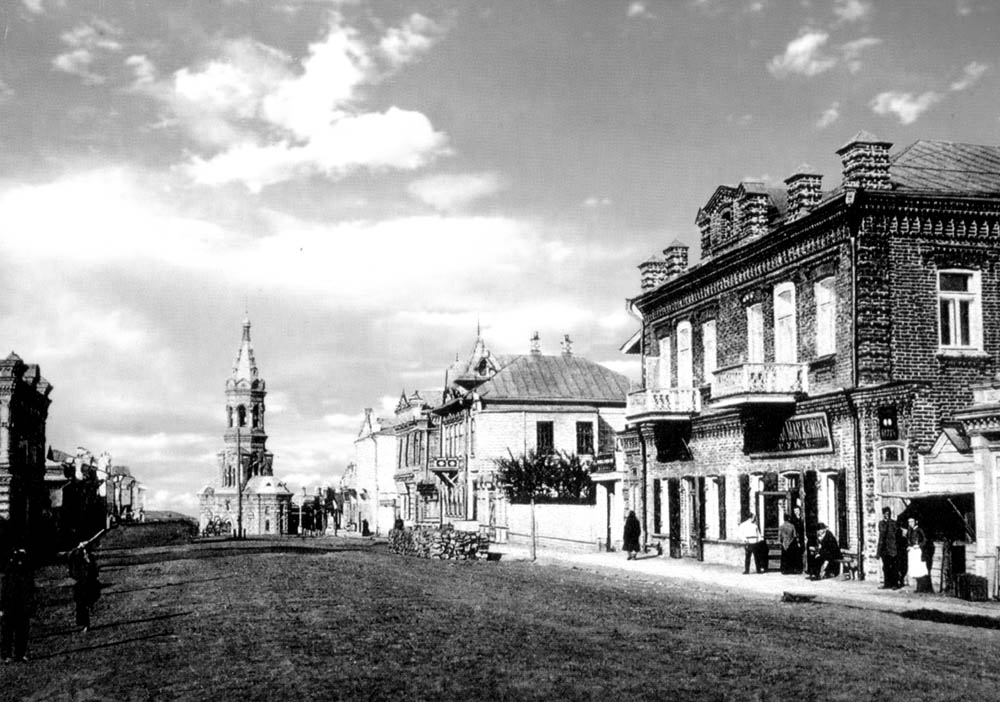
Simbirskaja-straat en (links) Kerk van de Moeder Gods van Kazan (1908)

Bestuurlijk centrum: Tsjeboksary

Alatyr · Jadrin · Kanasj · Kozlovka · Mariinski Posad · Novotsjeboksarsk · Sjoemerlja · Tsivilsk